# Simsalabim
Simsalabim (sim sala bim, sim salabim) är en trollformel som används av trollkonstnärer för att uppmärksamma att trolleriet just sker. Uttrycket kan också användas av andra för att beteckna att något sker på ett överraskande eller mystiskt sätt. Varifrån uttrycket kommer är okänt, men många försök till förklaring har gjorts.